# 南九州短期大学
南九州短期大学（日语：／ Minami Kyushu Tanki Daigaku *），简称南短（なんたん），是一所位于日本宫崎县宫崎市的私立短期大学。

## 概要

### 简介
- 学校最早可以追溯到1962年[1]。短期大学为于1965年开办[1]、由学校法人南九州学园经营。

### 历史
- 1965年 南九州短期大学成立并同时设置英语科[1]。
- 1966年 教养科和体育科成立[1]。
- 1976年 今年3月22日体育科停办[1]。
- 2002年 英语科科改编为国际沟通学科[1]。
- 2003年 国际教养学科成立。国际沟通学科和教养科停止招生[1]。
- 2004年 专科国际教养专攻成立。
- 2006年 今年6月26日国际沟通学科和教养科正式停办[1]。

### 宪章
- 请参看南九州短期大学的标志 （页面存档备份，存于） （日語） 2013年11月25日阅览。

## 学校环境
- 校区：在宫崎县宫崎市

## 历任校长
- 土田博：现在短期大学校长[2]

## 组织

### 学科
- 国际教养学科

### 前学科
- 国际沟通学科[注 1][注 2]
- 教养科[注 2]
- 体育科[注 3]

### 专科
| - 国际教养专攻 |

### 业余课程
| - 没有 |

### 附属机关
| - 图书馆 |

## 相关链接
- 日本短期大学列表
- 南九州大学